# Livre noir de Chirk
 (mai 2020).
Le contenu est difficilement compréhensible vu les erreurs de traduction, qui sont peut-être dues à l'utilisation d'un logiciel de traduction automatique.

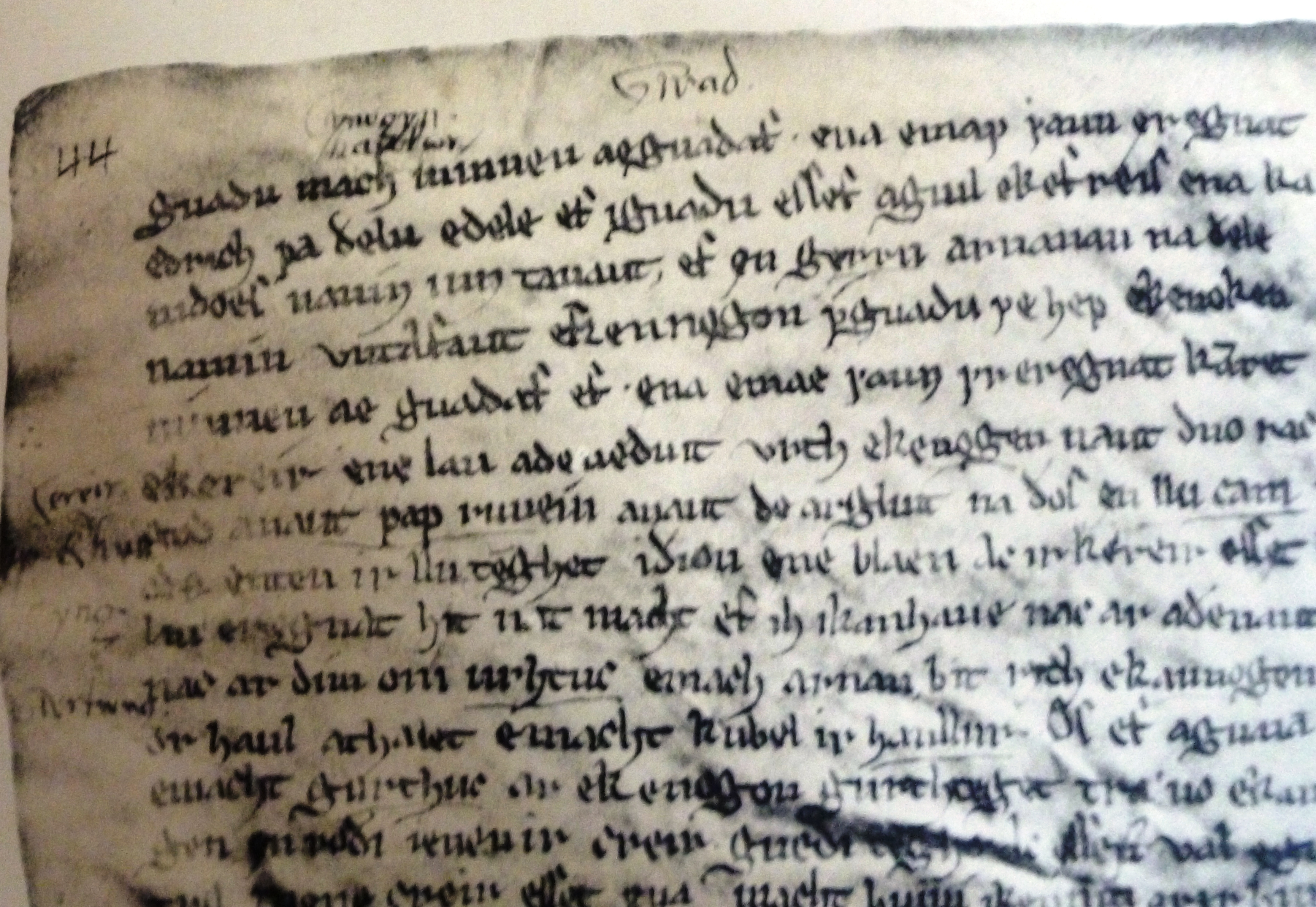
Extrait du manuscrit le livre noir de Chirk

Le livre noir de Chirk (gallois : Llyfr Du o'r Waun) est un manuscrit en langue galloise du XIIIe siècle, connu également sous le nom de Chirk Codex. Il s'agit du Peniarth 29 de la Bibliothèque nationale du Pays de Galles et traite des questions juridiques et historiques. Il contient également une élégie adressée à Llywelyn ap Iorwerth, roi du Pays de Galles. Ce poème est probablement écrit par son petit-fils Llywelyn ap Gruffudd. 
Le livre noir de Chirk faisait partie de la collection de manuscrits amassés au manoir de Hengwrt, près de Dolgellau dans le comté de Gwynedd, par l’antiquaire gallois Robert Vauhan (v. 1592 - 1667). La collection a ensuite été transmise à la nouvelle Bibliothèque nationale du Pays de Galles sous le nom de Manuscrits de Peniarth ou Hengwrt-Peniarth. 
L'association du manuscrit à la localité de Chirk dans le nord du Pays de Galles ne remonte pas au-delà du XVIe siècle. Aneurin Owen l'a appelé Manuscrit A, du "code vénédien". John Gwenogvryn Evans a affirmé qu'il s'agissait du plus ancien manuscrit de loi galloise encore conservé datant de 1220, et il en a publié un fac-similé en 1909. En 1911, Joseph Loth en a déduit un âge similaire (Revue Celtique 32) pour lequel il s'est expliqué dans un article en 1932 (revue Celtique 48). Le manuscrit est maintenant considéré comme une copie partielle plus tardive de la Rédaction d'Iorwerth. 
Une partie du contenu historique, comme les détails de la tradition relative à la dynastie Mordaf Hael du VIe siècle, n'est plus considérée comme significative sur le plan des faits. 